# Maculinea subunicolor
Maculinea subunicolor är en fjärilsart som beskrevs av Pionneau 1928. Maculinea subunicolor ingår i släktet Maculinea och familjen juvelvingar. Inga underarter finns listade i Catalogue of Life.